# الخمرين (المضاربة والعارة)

تعديل مصدري - تعديل

الخمرين هي إحدى قرى عزلة المضاربة بمديرية المضاربة والعارة التابعة لمحافظة لحج، بلغ تعداد سكانها 31 نسمة حسب تعداد اليمن لعام 2004.